# Fuerza Aérea India
La  Fuerza Aérea India (en inglés: Indian Air Force, abreviada como IAF; en devanagari: भारतीय वायु सेना, transliterado: Bhartiya Vāyu Senā) es la rama aérea de las Fuerzas Armadas Indias. Su función principal es proteger el espacio aéreo de la India y llevar a cabo la guerra aérea durante un conflicto. Oficialmente fue establecida el 8 de octubre de 1932 como una fuerza área auxiliar del Imperio de la India (India Británica). En 1945 se renombró como Real Fuerza Aérea India (Royal Indian Air Force) en reconocimiento de sus servicios durante la Segunda Guerra Mundial. Cuando la India logró su independencia del Reino Unido en 1947, la Real Fuerza Aérea India sirvió a la Unión de la India, hasta 1950 cuando la India se convirtió en república y la fuerza aérea dejó de ser «real».
Desde su independencia, la IAF ha participado en cuatro guerras contra su vecino Pakistán y una contra la República Popular China. Otras operaciones importantes llevadas a cabo por la Fuerza Aérea India incluyen la Invasión de Goa (Operación Vijay), la Operación Meghdoot, la Operación Cactus y la Operación Poomalai. Aparte de los conflictos, la IAF ha sido un participante activo en las misiones de paz de Naciones Unidas.
El Presidente de la India ejerce como Comandante en Jefe de la Fuerza Aérea India. El Jefe de Estado Mayor del Aire, un Mariscal en Jefe del Aire, es un comandante de cuatro estrellas y dirige la Fuerza Aérea. A un oficial, Arjan Singh, se le ha conferido el rango de Mariscal de la Fuerza Aérea, un rango de cinco estrellas, y actúa como jefe ceremonial.
En cuanto a su fuerza belica , la Fuerza Aérea India cuenta con poco más de 300 000 efectivos y un total de 2229 aviones, incluidos 513 aviones de combate y 270 aviones de transporte. La flota total de aviones incluye 130 de ataque, 351 de entrenamiento y seis de repostaje, la Fuerza Aérea India es la cuarta fuerza aérea más grande del mundo detrás de la Fuerza Aérea de los Estados Unidos, la Fuerza Aérea Militar Rusa y la Fuerza Aérea del Ejército Popular de Liberación de la República Popular China. Recientes, la IAF está llevando a cabo un ambicioso programa de modernización y expansión para reemplazar sus cazas de origen soviético.

## Misión

Evolución de la escarapela aeronáutica de la IAF:
1)1933-1942
2)1942-1945
3)1947-1950
4)1950-presente

La misión de la IAF está definida por la Ley de las Fuerzas Armadas de 1947, la Constitución de la India y la Ley de la Fuerza Aérea de 1950. Decreta que en el espacio aéreo de batalla: La defensa de la India y todas las partes en la preparación para la defensa y todos los actos que pueden ser útiles en tiempos de guerra para su procesamiento y después de su terminación para la desmovilización efectiva. 
En la práctica, esto se toma como una directiva, lo que significa que la IAF tiene la responsabilidad de salvaguardar el espacio aéreo indio y, por lo tanto, promover los intereses nacionales en conjunto con las otras ramas de las fuerzas armadas. La IAF proporciona un soporte aéreo cercano a las tropas del Ejército de la India en el campo de batalla, así como las capacidades de transporte aéreo estratégicas y tácticas. La célula espacial está operada por las Fuerzas Armadas Indias, el Departamento civil del Espacio y la Organización de Investigación Espacial de la India. Las organizaciones civiles de exploración espacial y la facultad militar en una única célula espacial integrada, los militares pueden beneficiarse eficazmente de la innovación en el sector civil de exploración espacial, y los departamentos civiles también se benefician.
La Fuerza Aérea de la India, con tripulaciones altamente calificadas, pilotos y acceso a activos militares modernos, le brinda a la India la capacidad de proporcionarle una respuesta rápida, operaciones de búsqueda y rescate (SAR) y entrega de suministros de socorro a las Ámbitos de carga de aviones. La IAF brindó asistencia extensiva a las operaciones de socorro durante calamidades naturales como el ciclón de Gujarat en 1998, el tsunami en 2004 y las inundaciones en el norte de India en 2013. La IAF también desempeña funciones de socorro como la Operación Rainbow en Sri Lanka.

## Historia

### Formación y primeros pilotos
La Fuerza Aérea de la India se muestra en la India. La Fuerza Aérea de la India se convirtió en una fuerza aérea auxiliar de la Fuerza Aérea de la India. Fuerza Aérea Real. Insignias, brevets e insignias. El 1 de abril de 1933, la IAF encargó su primer Escuadrón, el Escuadrón No.1, con cuatro biplanos Westland Wapiti y cinco pilotos indios. Los pilotos indios fueron dirigidos por el oficial de mando de la Royal Air Force Teniente de vuelo (más tarde Vice-mariscal de vuelo) Cecil Bouchier.
Los primeros cinco pilotos comisionados en la IAF fueron Harish Chandra Sircar, Subroto Mukerjee, Bhupendra Singh, Aizad Baksh Awan y Amarjeet Singh. Un sexto oficial, JN Tandon tuvo que volver a las tareas de logística y que era demasiado bajo. Todos ellos fueron comisionados como oficiales piloto en 1932 de la RAF Cranwell. Subroto Mukerjee más tarde en el primer Jefe del Personal Aéreo de la IAF. Los lotes subsiguientes antes de la Segunda Guerra Mundial incluyen al ingeniero Aspy, KK Majumdar, Narendra, Daljit Singh, Henry Runganadhan, RHD Singh, Baba Mehar Singh, SN Goyal, Prithpal Singh y Arjan Singh.

### Segunda Guerra Mundial (1939-1945)
Durante la Segunda Guerra Mundial, la IAF jugó un papel instrumental en el bloqueo del ejército japonés en Birmania, donde su primer ataque aéreo fue en la base militar japonesa en Arakan. También tenía un cabo de misiones en contra de las bases aéreas japonesas en Mae Hong Son, Chiang Mai y Chiang Rai en el norte de Tailandia.
La IAF estuvo involucrada principalmente en las misiones de Ataque, Apoyo Aéreo Cercano, Reconocimiento Aéreo, Escolta de Bombarderos y Pathfinding para bombarderos pesados de la RAF y USAAF. Los pilotos de la RAF se integran en las unidades de la IAF y viceversa para ganar experiencia en combate. Los pilotos de la IAF participan en operaciones aéreas en Europa como parte de la RAF.
Durante la guerra, la IAF pasó por una fase de expansión constante. Se agregaron a su flota nuevos aviones, incluidos Vultee Vengeance, Douglas DC-3 y el British Hawker Hurricane, Supermarine Spitfire y Westland Lysander.
Subhas Chandra Bose envió cadetes juveniles del Ejército Nacional de la India a Japón para entrenarse como pilotos. Continuaron para asistir a la Academia de la Fuerza Aérea del Ejército Imperial Japonés en 1944.
En reconocimiento a los servicios prestados por la IAF, el rey Jorge VI confirmó el prefijo "Royal" en 1945. A partir de entonces, la IAF se denominó Royal Indian Air Force. En 1950, cuando la India se convirtió en una república, el prefijo se eliminó y volvió a la Fuerza Aérea de la India.
Después de la guerra, el Escuadrón n.º 4 IAF fue enviado a Japón como parte de las Fuerzas Aliadas de Ocupación.

### Primeros años de la independencia (1947-1950)
Después de que se independizó del Imperio británico en 1947, la India se dividió en los nuevos estados del Dominio de la India y el Dominio de Pakistán. En la línea de la partición geográfica, los activos de la fuerza aérea se dividen entre los nuevos países. La fuerza aérea de India mantuvo el nombre de la Real Fuerza Aérea de la India, pero tres de los diez escuadrones e instalaciones operacionales, los límites de las fronteras de Pakistán, fueron transferidos a la Real Fuerza Aérea de Pakistán. El RIAF Roundel se convierte en un "Chakra" provisional redondel derivado del Ashoka Chakra.
Casi al mismo tiempo, estalló un conflicto entre ellos sobre el control del estado principal de Jammu y Cachemira. Con las fuerzas paquistaníes entrando en el estado, su Maharaja decidió acceder a la India para recibir ayuda militar. Al día siguiente, se firmó el Instrumento de Anexión, se convocó a la RIAF para el transporte de tropas a la zona de guerra. Y esto fue cuando una buena gestión de la logística. Esto no es una declaración formal de guerra. Durante la guerra, la RIAF no se involucró con la Fuerza Aérea de Pakistán en el combate aire-aire; Sin embargo, proporcionó transporte efectivo y apoyo aéreo cercano a las tropas indias.
Cuando la India se convirtió en una república en 1950, el prefijo "Real" se eliminó de la Fuerza Aérea de la India. Al mismo tiempo, se adoptó el actual roundel de la IAF.

### Primera guerra de Cachemira
Véase también: Guerra Indo-pakistaní de 1947
En un intento por ganar el control del antiguo estado principal de Jammu y Cachemira, los miembros del tribus Pathan llegaron a Cachemira el 20 de octubre de 1947, con la ayuda del Ejército Pakistán. Incapaz de soportar el asalto armado en su provincia, el maharajá de Cachemira, Hari Singh, solicitud de ayuda a la India. El gobierno de la India condicionó su asistencia a la anexión de Cachemira a la India. El instrumento de anexión se firmó el 26 de octubre de 1947 y al día siguiente las tropas indias fueron trasladadas por aire a Srinagar. El acuerdo fue ratificado más tarde por los británicos.
Despegando de Safdarjang, entonces conocido como Campo de aviación de Willingdon, la IAF aterrizó en el aeródromo de Srinagar a las 09:30 horas IST del 27 de octubre. Esta fue la acción más instrumental de la guerra, y las tropas que salvaron a la ciudad de los invasores. Aparte de las operaciones de transporte aéreo y el suministro de productos esenciales para las tropas terrestres, la Fuerza Aérea de la India no tiene otro papel importante que desempeñar en el conflicto. El 31 de diciembre de 1948, ambas naciones acordaron una propuesta de alto el fuego mediada por la ONU que marca el fin de las hostilidades. Desde entonces, una línea de control ha separado a Cachemira, de manos de los indios, de Cachemira, de los Pakistán.

### Crisis del Congo y Anexión de Goa (1960-1961)
La IAF vio un conflicto significativo en 1960, cuando los 75 años de gobierno de Bélgica sobre el Congo terminaron abruptamente, envolviendo a la nación en generalizada violencia y rebelión. La IAF activó el Escuadrón n.º 5, equipado con English Electric Canberra, para apoyar la Operación de las Naciones Unidas en el Congo. El escuadrón inició misiones operativas en noviembre. La unidad permaneció allí hasta 1966, cuando terminó la misión de la ONU. Operando desde Leopoldville y Kamina, las Canberras pronto destruyeron la Fuerza Aérea rebelde y proporcionaron a las fuerzas terrestres de la ONU su única fuerza de apoyo aéreo de largo alcance.
A fines de 1961, el gobierno de la India atacó a la colonia portuguesa de Goa después de años de desacuerdo entre Nueva Delhi y Lisboa. Se solicitó a la Fuerza Aérea de la India que proporcionó elementos de apoyo a la fuerza terrestre en lo que se denominó Operación Vijay. Del 8 al 18 de diciembre se publicaron los vuelos de los aviones de combate y bombarderos para atraer a la Fuerza Aérea Portuguesa, pero fue en vano. El 18 de diciembre, dos oleadas de bombarderos de Canberra bombardearon la pista del aeródromo de Dabolim cuidando no bombardear los terminales y la torre ATC. Dos aviones de transporte portugueses (una Súper Constelación y un DC-6) se encuentran en el aeródromo y se guardan los solos para ser capturados intactos. Sin embargo, los pilotos portugueses lograron despegar el avión del aeródromo aún dañado y se fueron a Portugal. Los cazadores atacaron la estación inalámbrica en Bambolim. Los vampires se utilizan para proporcionar apoyo aéreo a las fuerzas terrestres. En Daman, usa Mystères para atacar las posiciones de armas portuguesas. Ouragans (llamado Toofanis en la IAF) bombardeó las pistas en Diu y destruyó la torre de control, la estación inalámbrica y la estación meteorológica. Después de que los portugueses se rindieron, la antigua colonia se integró en la India.

### Conflictos fronterizos y cambios en la IAF (1962-1971)
Véase también: Guerra Sino-India de 1962, Guerra Indo-pakistaní de 1965
En 1962, las disputas fronterizas se convirtieron en una guerra a gran escala entre India y China. El liderazgo militar y civil de la India no se organizó ni coordinó los ataques de manera eficiente y, finalmente, la Fuerza Aérea de la India nunca se usó durante el conflicto, aparte de las misiones de suministro ocasionales.
Tres años después del conflicto chino-indio, en 1965, Pakistán lanzó la Operación Gibraltar, la estrategia de Pakistán para infiltrarse en Jammu y Cachemira, y comenzar una rebelión contra el gobierno indio. Esto llegó a ser conocido como la Segunda Guerra de Cachemira. Esta fue la primera vez que la IAF se involucró activamente contra una fuerza aérea enemiga. Sin embargo, la IAF ha sido rediseñada de manera independiente contra las bases de la PAF. Estas bases estaban situadas en el interior del territorio paquistaní, lo que había hecho a los cazas de la IAF vulnerables al fuego antiaéreo. Durante el curso del conflicto, el PF disfrutó de una superioridad sobre la IAF y tuvo una ventaja estratégica y táctica debido a su ataque arrepentido y su apoyo diplomático y militar de todo el corazón de los Estados Unidos y Gran Bretaña. El gobierno impidió que el IAI tomara represalias contra los ataques del FPE en el sector oriental, mientras que una parte importante de su fuerza de combate fue desplegada allí y no fue transferida al sector occidental, contra la posibilidad de la intervención china. Además, las estipulaciones y normas internacionales (de la ONU) no se permitieron que se introdujera la fuerza militar en el estado indio de J&C más allá de lo que ocurrió durante el alto el fuego de 1949. A pesar de esto, la IAF pudo evitar que el PAF ganara la superioridad aérea sobre las zonas de conflicto. Los pequeños y ágiles IAF Folland Gnats demostraron ser bastante efectivos contra los F-86F Sabre y CL-13 Sabres del PAF, contra los que logró grandes victorias aire-aire, por lo que le dio el apodo de "Saber Slayers". En el momento en que el conflicto había terminado, la IAF perdió 60-70 aviones, mientras que el PAF perdió 43 aviones. Más del 60% de las pérdidas de aeronaves de la IAF tuvo lugar en misiones de ataque terrestre a ataques terrestres enemigos, ya que los aeronaves de caza-bombarderos realizarían repetidos ataques de buceo en el mismo objetivo. Según el Jefe del Aire, Mariscal Arjan Singh de la Fuerza Aérea de la India, a pesar de haber sido cualitativamente inferior, la IAF es la superioridad aérea en la Guerra de 1965.
Existen reclamos contradictorios de cualquiera de las partes sobre este tema. Las fuentes pakistaníes han tenido en cuenta que las pérdidas han estado en el rango de 59-110 y las pérdidas pakistaníes fueron alrededor de 18-43.
Las fuentes indias también afirman que, en términos de aeronaves perdidas en las incursiones enviadas, la tasa de desgaste de la Fuerza Aérea de la India (1,5%) fue inferior a la tasa de desgaste paquistaní (1,82%).
Otro factor que dificulta determinar el resultado de la guerra aérea de 1965 es la cuestión de las aeronaves perdidas en el aire en combates aire-aire o fuego terrestre en comparación con las aeronaves perdidas en el suelo debido a los bombardeos. Durante los ataques contra Kalaikkunda y Pathankot se produjeron unas pocas bajas de aviones de la India, hasta en un 60% en algunas cuentas. - Mientras que la mayoría de las pérdidas están en combate aéreo.
El jefe de jefes aéreos de la India, Arjan Singh, los resultados, a pesar de haber sido cualitativamente inferior, su fuerza aérea en la superioridad aérea en tres días. Según Kenneth Werrell, la Fuerza Aérea de Pakistán "hizo bien en el conflicto y probablemente tuvo la ventaja". Cuando estallaron las hostilidades, la Fuerza Aérea de Pakistán con alrededor de 100 F-86 se enfrentó a un enemigo con cinco veces más aviones de combate; Los indios también estaban equipados con un inventario de aviones comparativamente moderno. A pesar de esto, Werrell le da crédito a la PAF por tener la ventaja de una "experiencia de una década con el Saber" y pilotos con una larga experiencia de horas de vuelo.
Después de la guerra de 1965, la IAF sufrió una serie de cambios para mejorar sus capacidades. En 1966, se creó el regimiento Para Commandos. Para aumentar su capacidad de operaciones logísticas de suministro y rescate, la IAF incorporó 72 HS 748 que fueron construidos por Hindustan Aeronautics Limited (HAL) bajo la licencia de Avro. India comenzó a poner más estrés en la fabricación indígena de aviones de combate. Como resultado, HAL HF-24 Marut, diseñado por el famoso ingeniero aeroespacial alemán Kurt Tank, se incorporó a la fuerza aérea. HAL también comenzó a desarrollar una versión mejorada del Folland Gnat, conocido como HAL Ajeet. Al mismo tiempo, la IAF también comenzó a inducir a los soviéticos MiG-21 y Sukhoi Su-7 con capacidad Mach de rebasar Mach 1.

### Guerra de Liberación de Bangladés y Guerra Indo-Pakistaní de 1971
Véase también: Guerra de Liberación de Bangladesh y Guerra Indo-Pakistaní de 1971
Durante la guerra contra Pakistán en 1971, la Fuerza Aérea era una de las formaciones más poderosas de todas, alineaba siete Escuadrones equipados con 25 MiG-21F-13 “Fishbed C” y 150 MiG-21FL “Fishbed D”, amén de algunos MiG-21PFM y MiG-21PFMA, totalizando Los 220 interceptores de este modelo. También se dispone de 200 cazas ligeros HAL Ajeet, una versión del Folland "Gnat" producida localmente. Entre las cazas de producción local también se incluyen 50 HAL HF-24 “Marut”.
Aunque muy numerosa, la FAI todavía incluye más aparatos, entre ellos 112 Hawker Hunters, 40 Mystére IVA, 60 bombarderos Canberra y 150 aviones de ataque Su-7BMK. Con 790 aviones de combate, era una fuerza temible y no se podía imponer a ningún oponente.
Para las misiones de transporte, la FAI contontaba Con unos 16 transportes C-47, unos 20 C-119 y los primeros 10 HS-748 “Andover”. También contaba con unos 23 transportes tácticos An-12PB “Cub A” y otros menores. En materia de helicópteros, la FAI contaba con varios documentos de helicópteros HAL Chetak (SA-316 Alouette 3) y Cheetah (SA-315 Lama), así como unos veinte Mi-4 “Hound” y un número menor de Mi-8F “Hid C".
Los estándares profesionales, la capacidad y la flexibilidad pronto se pusieron a prueba en diciembre de 1971, cuando India y Pakistán fueron a la guerra en el (entonces) Pakistán oriental. En ese momento, la IAF estaba bajo el mando del mariscal de vuelo Pratap Chandra Lal. El 22 de noviembre, diez días antes del inicio de una guerra a gran escala, cuatro aviones F-86 de la PAF Saber atacaron las posiciones de los indios y Mukti Bahini cerca de la frontera Indo-Bangla en la Batalla de Garibpur. En la primera pelea de perros en los cielos del este de Pakistán (el actual Bangladés), tres de los cuatro Sabre han sido derribados por  Gnats de la IAF, y las hostilidades. El 3 de diciembre se convirtió en la declaración formal de la guerra después de los ataques masivos, pero los fallidos preventivos de la Fuerza Aérea de Pakistán en las instalaciones de la Fuerza Aérea de la India en el oeste. Los objetivos del PAF fueron contra las bases indias en Srinagar, Ambala, Sirsa, Halwara y Jodhpur en las líneas de la Operación Enfoque. Pero el plan fracasó estrepitosamente, ya que los tiempos se anticiparon a este movimiento y no se sufrieron grandes pérdidas. La respuesta sobre los cielos de Pakistán, sin embargo, se realizaron varios golpes al PAF.
En las primeras dos semanas, la IAF obtuvo más de 4000 salidas en el este de Pakistán y brindó una exitosa cobertura aérea para el avance del ejército indio en el este de Pakistán. La IAF también ayudó a la Armada de la India a cientos de embarcaciones navales en la Bahía de Bengala. En el oeste, la fuerza aérea demolió decenas de tanques y vehículos blindados en una sola batalla: la batalla de Longewala. La IAF persigió bombardeos estratégicos destruyendo instalaciones petroleras en Karachi, la Presa de Mangla y la planta de gas en Sindh. Una medida que la IAF se ha convertido en una paralización. Al final, la IAF jugó un papel fundamental en la victoria de las Fuerzas Aliadas que condujeron a la liberación de Bangladés. Además de la victoria de la estrategia general, la IAF también había reclamado 94 aviones de combate, con aproximadamente 45 de sus propios aviones. Sin embargo, la IAF había volado más de 7000 salidas de combate tanto en el frente como en el oeste y su tasa de salida total ascendió a más de 15000. Comparativamente, la FAP estaba fluyendo menos salidas (aunque la FAN tenía una ventaja cualitativa ; su caza / bombardero Mirage III podía volar por la noche, donde ninguna caza de la IAF tenía esa capacidad (el único avión en la IAF con esta capacidad era el bombardero de Canberra) por el día por temor a la pérdida de aviones. el final de la guerra, los aviones de transporte de la IAF lanzaron folletos sobre Daca en el momento de las fuerzas del pabellón.
La guerra de 1971 fue testigo del primer combate aéreo supersónico en el subcontinente indio cuando un MiG-21FLs derribo un PAF F-104A Starfighter con su GSH-23 de doble cañón de 23 mm. En el momento, las hostilidades llegaron a su meta, los Mig-21 se derribaron cuatro PAF F-104, dos PAF F-6, un PAF norteamericano F-86F Sabre y un PAF Lockheed C-130 Hércules. Debido a la formidable actuación de los MiG-21, varios países, entre ellos Irak, se acercaron a la India para el entrenamiento de sus propios pilotos MiG-21. A principios de 1970, más de 120 pilotos iraquíes fueron llevados a India, siendo entrenados por la Fuerza Aérea de la India en la utilización del MIG-21.
Las cazas MiG-21FL, que la FAP conocía bien gracias al apoyo brindado a diversos países árabes, los líderes superiores a los que se suponía y los pilotos. Los datos de MiG-21FL fueron parte de, probablemente, el primer encuentro aire-aire entre cazas de Mach 2 de la historia, cuando se enfrentaron a los paquistaníes F-104A. Las acciones y los pakistaníes quedaron rápidamente fuera de combate, puesto que los MiG-21FL se anotaron en la destrucción de los seis aparatos en el servicio.
En este frente se encontraron dos viejos enemigos, los "Ajeet" indios y los F-86 paquistaníes. Nuevamente, las cazas indios se mantienen superiores a los "Saber" pakistaníes, destruyendo al menos ocho de ellos, lo que hizo el merecedor del mote de "Asesinos de Sabres".
Los intentos de un duro golpe a la FAI no han sido aprovechados por los paquistaníes, quienes no han sido capaces de organizar un plan ofensivo eficaz. La base aérea de Pathankot, la base mayor de América del Norte y cerca de 65 aviones, fue atacada cinco veces sin resultados. Al amanecer, los B-57E trataron de inutilizar sus pistas, durante el día lo intentaron los F-86, mientras que durante la noche volvieron a ser atacados por los B-57E, en todos los casos. destruir ningún avión.
Sin embargo, los Hunter volvieron a demostrarse vulnerables a los F-86, ni hablar de los Mirage IIIEP o los F-6B, en tanto que los Su-7BMK no brindaron a lo que se esperaba de ellos. Sin embargo, logró realizar excelentes misiones de apoyo cercano y ataque táctico sobre el frente. Un modelo superado, pero que dio excelentes resultados, fue el Mystére, los cuales atacaron con gran éxito en la 1.ª División Acorazada de Pakistán, además de realizar una multitud de misiones de apoyo cercano, donde solo perdieron un aparato, incluso derribaron un helicóptero Campana 47 y Un transporte C-47 pakistaníes.
Cuando la guerra concluye, la Fuerza Aérea de la India reconoce la pérdida de 54 aviones, da a conocer solo catorce cazas Hunters, doce Su-7BMK, cinco MiG-21FL, cinco HF-24, cuatro "Ajeet", tres Canberra, un Mystére IVA, un helicóptero HAL Chetak (Alouette 3) y un avión de observación HAL "Krishak".

### Incidentes ante Kargil (1984–1988)
En 1984, la India lanzó la Operación Meghdoot para capturar el glaciar Siachen en la región de Cachemira en disputa. En Op Meghdoot, los helicópteros Mi-8, Chetak y Cheetah de la IAF transportaron a cientos de tropas indias a Siachen. Lanzada el 13 de abril de 1984, esta operación militar fue única debido al inhóspito terreno y clima de Siachen. La acción militar fue exitosa, dado que bajo un acuerdo anterior, ni Pakistán ni India habían estacionado ningún personal en el área. Con la exitosa Operación Meghdoot de India, ganó el control del glaciar Siachen. India ha establecido el control sobre todos los 70 kilómetros (43 millas) de glaciar Siachen y todos sus glaciares tributarios, así como los tres pasos principales de la Cordillera Saltoro inmediatamente al oeste del glaciar: Sia La, Bilafond La y Gyong La. Pakistán controla los valles glaciares inmediatamente al oeste de la Cordillera Saltoro. Según la revista TIME, la India ganó más de 1000 millas cuadradas (3000 km²) de territorio debido a sus operaciones militares en Siachen.
Tras la incapacidad de negociar el fin de la Guerra Civil de Sri Lanka y de proporcionar ayuda humanitaria a través de un convoy de barcos desarmado, el gobierno de la India decidió llevar a cabo un lanzamiento de los suministros humanitarios en la tarde del 4 de junio de 1987 designado La Operación Poomalai (Tamil: Garland) o Eagle Mission 4. Cinco An-32 escoltados por cuatro Mirage 2000 del 7 Sqn AF, 'The Battleaxes', llevaron a cabo la caída de suministro que no enfrentó ninguna oposición de las Fuerzas Armadas de Sri Lanka. Otro Mirage 2000 orbitó a 150 km de distancia, actuando como un reenvío aéreo de mensajes a toda la flota, ya que estarían fuera del alcance de la radio una vez que descendieran a niveles bajos. La formación de escolta Mirage 2000 fue liderada por Wg Cdr Ajit Bhavnani, con Sqn Ldrs Bakshi, NA Moitra y JS Panesar como miembros de su equipo y Sqn Ldr KG Bewoor como piloto de relevo. Sri Lanka acusó a la India de "flagrante violación de la soberanía". India insistió en que actuaba solo por razones humanitarias.
En 1987, la IAF apoyó a la Fuerza de Mantenimiento de la Paz de la India (IPKF) en el norte y este de Sri Lanka en la Operación Pawan. El transporte de la IAF y la fuerza de los helicópteros llevaron a cabo alrededor de 70 000 salidas en apoyo de casi 100 000 soldados y fuerzas paramilitares sin que se perdiera un solo avión o se abortó la misión. Los IAF An-32 mantuvieron un enlace aéreo continuo entre las bases aéreas en el sur de la India y el norte de Sri Lanka transportando hombres, equipos, raciones y evacuando víctimas. Los Mi-8 apoyaron a las fuerzas terrestres y también proporcionaron transporte aéreo a la administración civil de Sri Lanka durante las elecciones. Los Mi-25 del n.º 125 de la Unidad de Helicópteros se utilizaron para proporcionar fuego de supresión contra los puntos fuertes militantes e interceptar el tráfico fluvial costero y clandestino.
En la noche del 3 de noviembre de 1988, la Fuerza Aérea de la India montó operaciones especiales para transportar por vía aérea a un grupo de batallones de paracaídas de Agra, sin detenerse a lo largo de 2000 kilómetros hasta el remoto archipiélago de las Maldivas en el océano Índico, en respuesta a la solicitud del presidente de Maldivas, Gayoom, de ayuda militar contra Una invasión mercenaria en la Operación Cactus. Los IL-76 del escuadrón n.º 44 aterrizaron en Hulhule a las 00.30 horas y los paracaidistas indios aseguraron el aeródromo y restauraron el gobierno en Male dentro de unas horas. Cuatro aviones Mirage 2000 de 7 Sqn, liderados por Wg Cdr AV 'Doc' Vaidya, llevaron a cabo una demostración de fuerza temprano esa mañana, haciendo pases de bajo nivel sobre las islas.

### Guerra del Kargil de 1999
Véase también: Guerra del Kargil de 1999
El 11 de mayo de 1999, se llamó a la Fuerza Aérea de la India. La huelga de la IAF tenía el nombre de código de Operación Safed Sagar. Los primeros ataques se lanzaron el 26 de mayo, cuando la Fuerza Aérea de la India atacó posiciones infiltradas con aviones de combate y helicópteros de combate. En los ataques iniciales, los MiG-27 llevaron a cabo incursiones ofensivas, mientras que los MiG-21 y más tarde los MiG-29 proporcionaron cobertura de caza. La IAF también desplegó sus radares y los cazas MiG-29 en grandes cantidades para controlar los movimientos militares a través de la frontera. El aeropuerto de Srinagar estaba en este momento cerrado al tráfico aéreo civil y dedicado a la Fuerza Aérea de la India.
El 27 de mayo, se sufrieron las primeras muertes cuando los aviones MiG-21 y MiG-27 se perdieron en el Sector Batalik debido a la acción del enemigo y el fallo mecánico, respectivamente. Al día siguiente, un Mi-17 se perdió, la pérdida de los cuatro miembros de la tripulación, cuando fue golpeado por tres Stingers en una salida ofensiva. Estas pérdidas están obligadas a la Fuerza Aérea de la India a revaluar su estrategia. Los helicópteros fueron retirados de los roles de censura como medida contra misiles portátiles en posesión de los infiltrados. El 30 de mayo, la Fuerza Aérea de la India se puso en funcionamiento el Mirage-2000, que se encuentra en el mejor lugar. El Mirage 2000 no solo tenía un mejor equipo de defensa en comparación con los MiG, sino también en la IAF la capacidad de realizar incursiones aéreas durante la noche. Los MiG-29 se utilizaron ampliamente para proporcionar escolta de caza al Mirage 2000. Los Mirages atacaron con éxito los campamentos enemigos y las bases logísticas en Kargil y, en cuestión de días, sus líneas de suministro se ven gravemente interrumpidas. Mirage 2000s se usó para las huelgas en Muntho Dhalo y Tiger Hill, fuertemente defendidas, y allanó el camino para su recuperación temprana. En el momento culminante del conflicto, la IAF realizó más de cuarenta incursiones diarias en la región de Kargil. Para el 26 de julio, las fuerzas indias han sido liberadas con éxito a Kargil de las fuerzas paquistaníes.

### Incidente del Atlantic
El 10 de agosto de 1999, un Breguet Atlantic, de la Armada de Pakistán, sobrevolaba el área de Rann de Kutch y fue derribado por dos aviones IAF MiG-21 que mataron a los 16 a bordo.

### Incidentes post Kargil
Desde finales de la década de 1990, la Fuerza Aérea de la India ha estado modernizando su flota para enfrentar los desafíos en el nuevo siglo. El tamaño de la flota de la IAF ha disminuido a 33 escuadrones durante este período debido a la retirada de aviones más antiguos. Aun así, la India mantiene la cuarta fuerza aérea más grande del mundo. La IAF planea elevar su fuerza a 42 escuadrones. La autosuficiencia es el objetivo principal que persigue las agencias de investigación y fabricación de defensa.
El 20 de agosto de 2013, la Fuerza Aérea de la India creó un récord mundial para realizar el aterrizaje más alto de un C-130J en la pista de aterrizaje de Daulat Beg Oldi en Ladakh a una altitud de 16614 pies (5065 metros). El avión de mediana edad se utiliza para entregar tropas, suministros y mejorar las redes de comunicación. El avión pertenecía al escuadrón Vipers Vipers con base en la Estación de la Fuerza Aérea Hindon.
El 13 de julio de 2014, se enviaron dos MiG-21 desde la Base Aérea de Jodhpur para averiguar un avión de Turkish Airlines sobre Jaisalmer cuando se repitió un código de identificación, como un avión comercial de pasajeros que ya ha ingresado al espacio aéreo indio antes Los vuelos se dirigieron a Mumbai y Delhi, y luego se llevaron a cabo los aviones.
El 25 de julio de 2014, un helicóptero de aterrizaje avanzado se estrelló en un campo cerca de Sitapur en Uttar Pradesh, en su camino a Allahabad desde Bareilly. Como resultado, al menos 7 personas murieron.
El 28 de marzo de 2014, el C-130J-30 KC-3803 se estrelló cerca de Gwalior, India, matando a los 5 miembros del personal a bordo. El avión se convirtió en un entrenamiento de bajo nivel volando a unos 300 pies cuando se encontró con la turbulencia de este avión de otra aeronave en la formación, lo que causó que se estrellara.
El 2 de enero de 2016, la Estación de la Fuerza Aérea de Pathankot fue atacada por terroristas que causaron siete bajas.
El 22 de noviembre de 2017 a las 10:40 a. m., la IAF realizó el primer lanzamiento de prueba desde el aire del misil de ataque de superficie de 2,8 Mach.

### Ataque aéreo de Balakot de 2019
Tras el aumento de las tensiones entre India y Pakistán tras el ataque de Pulwama en 2019 supuestamente llevado a cabo por Jaish-e-Mohammed, que mató a cuarenta y seis soldados de la Fuerza de Policía de la Reserva Central, un grupo de doce aviones de combate Mirage 2000 de la Fuerza Aérea de la India. llevó a cabo ataques aéreos en las bases de JeM en Chakothi y Muzaffarabad en la región de Gilgit-Baltistán, administrada por Pakistán. Además, el Mirage 2000 cruzó a Pakistán para atacar un campo de entrenamiento de JeM en Balakot, una ciudad en la provincia paquistaní de Khyber Pakhtunkwa. Pakistán afirmó que las aeronaves indias lanzaron bombas en el área forestal que demolía pinos cerca de la aldea Jaba, que está a 19 kilómetros de Balakot.

### Enfrentamiento entre India y Pakistán en 2019
El 27 de febrero de 2019, en represalia por el bombardeo de la IAF contra un escondite terrorista en Balakot, un grupo de cazas F-16 y JF-17 de PAF ingresó en territorio indio con la intención de atacar ciertos activos terrestres. Sin embargo, fueron interceptados por un grupo de cazas de la IAF que consistía en aviones Su-30MKI y MiG-21. Comenzó un combate aéreo. Según la India, un F-16 del PAF fue derribado por un IAF MIG-21, lo que Pakistán negó. Después de eso, un MIG también fue derribado (Pakistán declaró que 2 aviones de combate indios fueron derribados), mientras que el resto de los aviones PAF tuvieron que separarse sin alcanzar ningún objetivo. Mientras que el piloto del MiG-21 derribado había sido expulsado con éxito, aterrizó en Pakistán, ocupó Cachemira y fue capturado por el ejército de Pakistán. Antes de su captura, fue asaltado gravemente por unos pocos lugareños. Después de un par de días de cautiverio, el piloto capturado fue entregado por Pakistán debido a las obligaciones de la Tercera Convención de Ginebra y también debido a la creciente presión internacional. Si bien Pakistán ha negado la participación de cualquier avión F-16 en la batalla, la IAF ha presentado pruebas, como los restos de misiles AMRAAM que llevan los cazas F-16. Esto ha llevado a los EE. UU. A iniciar una investigación sobre si el F-16 fue utilizado por Pakistán mientras atacaba el territorio de la India, ya que los F-16 se vendieron a Pakistán con la condición de que no se usarán para atacar a ninguna nación y se utilizarán sólo para actividades antiterroristas

## Flota Actual
La flota a enero de 2020, tiene en total 1724 aeronaves siendo la 4 más grande del mundo superada por la Fuerza Aérea de los Estados Unidos, la Fuerza Aérea Rusa y la Fuerza Aérea del Ejército Popular de Liberación. Además se espera que para antes de 2017 la IAF ya tenga en su orden de batalla los 126 Dassault Rafale que reemplazaran a los MiG-21 en 2015, y que aumente el número de Sukhoi en servicio tras su última adquisición.
| Aeronave                              | Origen          | Tipo                                       | Versiones       | En servicio | Imagen  |  |
| Combate                               | Combate         | Combate                                    | Combate         | Combate     | Combate |  |
| ------------------------------------- | --------------- | ------------------------------------------ | --------------- | ----------- | ------- |  |
| Sukhoi Su-30                          | Rusia           | Caza de Superioridad Aérea                 | Su-30MKI        | 270         |         |  |
| Mikoyan MiG-29                        | Unión Soviética | Caza de Superioridad Aérea                 | MiG-29UPG       | 66          |         |  |
| Dassault Mirage 2000                  | Francia         | Caza Multirol                              | M-2000H         | 48          |         |  |
| Dassault Rafale                       | Francia         | Caza de Superioridad Aérea                 | Rafale          | 14          |         |  |
| SEPECAT Jaguar                        | Reino Unido     | Ataque a Tierra                            | Jaguar SI       | 117         |         |  |
| Hal Tejas                             | India           | Cazas de combate polivalentes              | Hal Tejas       | 18          |         |  |
| Mikoyan MiG-21                        | Unión Soviética | Caza de Superioridad Aérea                 | MiG-21          |             |         |  |
| Entrenamiento                         |                 |                                            |                 |             |         |  |
| HAL HPT-32 Deepak                     | India           | Entrenador Básico                          | HPT-32          | 70          |         |  |
| Pilatus PC-7                          | Suiza           | Entrenador básico                          | PC-7            | 75          |         |  |
| HAL HJT-16 Kiran                      | India           | Entrenador Avanzado                        | HJT-16 HJT-16II | 120 56      |         |  |
| BAE Hawk                              | Reino Unido     | Entrenador en Combate                      | Hawk 132        | 104         |         |  |
| Transporte y Control Aerotransportado |                 |                                            |                 |             |         |  |
| Boeing C-17 Globemaster III           | Estados Unidos  | Transporte Estratégico/Táctico             | C-17            | 11          |         |  |
| Ilyushin Il-76                        | Rusia           | Transporte Estratégico                     | Il-76MKI        | 24          |         |  |
| Lockheed Martin C-130J Super Hercules | Estados Unidos  | Transporte Táctico                         | C-130J-30       | 6           |         |  |
| Antonov An-32                         | Rusia           | Transporte Táctico                         | An-32B          | 30          |         |  |
| Dornier Do 228                        | Alemania        | Transporte Utilitario                      | Do 228          | 40          |         |  |
| Hawker Siddeley HS 748                | Reino Unido     | Transporte                                 | HS 748-100      | 20          |         |  |
| Ilyushin Il-78                        | Rusia           | Repostaje en Vuelo                         | Il-78MKI        | 6           |         |  |
| Embraer 145 AEW&C                     | Brasil          | Alerta Temprana y Control Aerotransportado | E-99I           | 2           |         |  |
| Beriev A-50                           | Rusia           | Alerta Temprana y Control Aerotransportado | A-50EI          | 3           |         |  |
| Gulfstream IV                         | Estados Unidos  | Reconocimiento                             | IV SRA-4        | 3           |         |  |
| IAI Astra                             | Israel          | Transporte VIP                             | Astra 1125      | 1           |         |  |
| Boeing Business Jet                   | Estados Unidos  | Transporte VIP                             | Boeing 737 BBJ  | 3           |         |  |
| Embraer 145                           | Brasil          | Transporte VIP                             | EMB-145LR       | 4           |         |  |
| Helicopteros                          |                 |                                            |                 |             |         |  |
| Mil Mi-24                             | Rusia           | Helicóptero de Ataque                      | Mi-35H          | 20          |         |  |
| Mil Mi-8                              | Rusia           | Helicóptero de Transporte                  | Mi-18VT         | 102         |         |  |
| Mil Mi-17                             | Rusia           | Helicóptero de Transporte                  | Mi-171-V        | 72          |         |  |
| Mil Mi-26                             | Rusia           | Helicóptero de Transporte                  | Mi-26T          | 4           |         |  |
| HAL Dhruv                             | India           | Helicóptero Utilitario                     | Dhruv           | 20          |         |  |
| Aérospatiale Lama                     | Francia         | Helicóptero de Transporte y Utilitario     | SA 315B         | 60          |         |  |
| Aérospatiale Alouette III             | Francia         | Helicóptero de Transporte y Utilitario     | SA 316B         | 48          |         |  |